# توماس مورلند
توماس مورلند (انگلیسی: Thomas Morland; ۹ اوت ۱۸۶۵ – ۲۱ مهٔ ۱۹۲۵) فرد نظامی اهل پادشاهی متحد بریتانیای کبیر و ایرلند بود. وی همچنین برندهٔ جوایزی همچون نشان حمام شده‌است.